# Rödgölen (Simonstorps socken, Östergötland, 651197-152372)
Rödgölen är en sjö i Norrköpings kommun i Östergötland och ingår i Kilaån-Motala ströms kustområde.